# Lithocarpus suffruticosus
Lithocarpus suffruticosus (Ridl.) Soepadmo – gatunek roślin z rodziny bukowatych (Fagaceae Dumort.). Występuje naturalnie w Indonezji (na Sumatrze) oraz Malezji (w stanach Perak, Terengganu, Pahang i Selangor). 

## Morfologia
PokrójZimozielone drzewo lub krzew.
LiścieBlaszka liściowa jest skórzasta, owłosiona od spodu i ma eliptyczny kształt. Mierzy 6,6–12,7 cm długości oraz 3,3–5,1 cm szerokości, ma nasadę od ostrokątnej do rozwartej i wierzchołek od ostrego do spiczastego. Ogonek liściowy jest nagi i ma 5–20 mm długości.
OwoceOrzechy o stożkowatym kształcie, dorastają do 20 mm średnicy. Osadzone są pojedynczo w miseczkach w kształcie kubka.

## Biologia i ekologia
Rośnie w lasach.